# Алимбаев, Доскей
Доскей Алимбаев (1850, Акмолинск — 21 сентября 1946, Караганда) — казахский акын, заслуженный деятель искусств Казахской ССР (1939).

## Биография
Доскей Алимбаев родился в бедной семье. В юности батрачил. Поэтические способности Доскея проявились рано, с 15 лет он выступал он как акын. В советское время жил в Караганде. Происходит из подрода мойын байдаулет рода куандык племени аргын.
Формированию его эстетически взглядов Доскея способствовало общение со знаменитыми акынами Биржаном, Ахан-Сери, Шоже, Орынбаем, Кемпирбаем. Посвящения, айтысы, толгау, дастаны акына широко известны в народе. В основе дастана «Кенесары» — историческая реальность. Доскей — автор дастанов «Жетім ұл мен жебір yәзіp», «Қажымұқан», «Қара сиыр». Его сочинения вошли в сборники произведений известных народных поэтов, изданных в 1937—1965 годах. Основной жанр — толгау (песня-размышление). В своих произведениях воспевает труд рабочих («Кеніш жыры», «Қарағанды — кенішім», «Арқаның алтын Сандығы»), призывает народ к защите родной земли («Ашылмасын араның», «Елді жауға бере алман», «Отанды қорғау салтымыз»). Наиболее известные сочинения Доскея — дастан «Сенде туып, сенде өтсем», песни «Қос бармақ», «Жалтарма», «Коңыр толғау».
Награждён орденом «Знак Почёта» (1941).
Именем Доскея Алимбаева названо село Доскей в Бухар-Жырауском районе Карагандинской области и улица в Караганде.

## Сочинения
- Толғау, Л., 1941.
- Кенші жыры, А. 1946.